# Hydraena barbipes
Hydraena barbipes är en skalbaggsart som beskrevs av Peter Zwick 1977. Hydraena barbipes ingår i släktet Hydraena och familjen vattenbrynsbaggar. Inga underarter finns listade i Catalogue of Life.